# Andrea Martin (actrice)
Pour les articles homonymes, voir Andrea Martin (homonymie).
Andrea Martin est une actrice et scénariste américaine née le 15 janvier 1947 à Portland, dans le Maine (États-Unis).

## Biographie
Formée à l'Emerson College de Boston et à la Sorbonne, elle fait son début au Theatre in the Dell de Toronto avec la pièce What's a Nice Country Like You Doing in a State Like This ? (1974). Dans les années suivantes, elle participe à The Boy Friend (1974) et Private Lives (1978).
Son rôle d'Alice dans My Favorite Year (1992) lui vaut plusieurs récompenses, dont le Tony à la meilleure actrice dans un second rôle dans une comédie musicale, le Drama Desk Award et le Theatre World Award.
À la télévision, elle débute dans la série comique Second City Television en 1977, aux côtés de John Candy, Catherine O'Hara, Joe Flaherty et Eugene Levy. Elle participe également au scénario de la série et est recompensée de deux Emmy Awards au meilleur scénario, en 1982 et 1983,.
- Pour la série Georges et Martha, elle a dû parler français à certains moments de plusieurs épisodes, tout comme Nathan Lane.

## Filmographie

### Comme actrice
- 1964 : It's Not Just You, Murray! : Wife
- 1971 : Foxy Lady : Girl next door
- 1972 : The David Steinberg Show (en) (série télévisée) : Julie Liverfoot
- 1973 : Cannibal Girls : Gloria Wellaby
- 1974 : Black Christmas : Phyllis Carlson
- 1976 : The Sunshine Hour (en) (série télévisée) : Regular
- 1976 : The Rimshots (téléfilm)
- 1979 : Déchirée entre deux amours (Torn Between Two Lovers) (téléfilm) : Steffie Conti
- 1980 : Sacré Moïse ! (en) (Wholly Moses!) : Zipporah
- 1981 : The Robert Klein Show (téléfilm)
- 1982 : Soup for One : Concord Seductress
- 1983 : SCTV Channel (série télévisée) : Edith Prickley / Edna Boil / Perini Sclerso / Maggie Butterfield / Yolanda Devilbis / Various
- 1985 : Martin Short: Concert for the North Americas (téléfilm) : Yolanda Devilbis
- 1985 : David Letterman's Holiday Film Festival (téléfilm)
- 1986 : Club Paradis (Club Paradise) : Linda White
- 1987 : Roxie (série télévisée) : Roxie Brinkerhoff
- 1987 : L'Aventure intérieure (Innerspace) : Waiting Room Patient
- 1988 : Martha, Ruth and Edie (en) : Ruth
- 1988 : The Completely Mental Misadventures of Ed Grimley (série télévisée) : Mrs. Freebus (voix)
- 1989 : Rude Awakening : April
- 1989 : Camp Candy (série télévisée) (voix)
- 1989 : 3 lits pour un célibataire (Worth Winning) : Clair Broudy
- 1991 : Ted and Venus de Bud Cort : Bag Lady
- 1991 : Too Much Sun de Robert Downey Sr. : Bitsy
- 1991 : Stepping Out : Dorothy
- 1991 : The Carol Burnett Show (série télévisée) : Skit characters
- 1991 : Le Plus Beau Cadeau du monde (All I Want for Christmas) : Olivia
- 1992 : The Itsy Bitsy Spider (voix)
- 1992 : The Trial of Red Riding Hood (téléfilm) : Grandma
- 1992 : Boris and Natasha : Toots
- 1992 : Frosty Returns (téléfilm) : Miss Carbuncle (voix)
- 1993 : David Copperfield (téléfilm) : Aunt Betsey (voix)
- 1993 : Gypsy (téléfilm) : Miss Cratchitt
- 1994 : Guitarman (téléfilm) : Mirth Meadows
- 1994 : The Martin Short Show (série télévisée) : Alice
- 1994 : In Search of Dr. Seuss (téléfilm) : The Ad Woman
- 1995 : Harrison Bergeron (téléfilm) : Diana Moon Glampers
- 1995 : Earthworm Jim (série télévisée) : Queen Slug-For-A-Butt (voix)
- 1996 : Bogus : Penny
- 1997 : Life... and Stuff (série télévisée) : Christine
- 1997 : Recess (série télévisée) : Lunchlady Harriet (voix)
- 1997 : Anastasia : Comrade Phlegmenkoff / Old Woman (voix)
- 1997 : Des hommes d'influence (Wag the Dog) de Barry Levinson : Liz Butsky
- 1998 : Damon ("Damon") (série télévisée) : Carol Czynencko
- 1998 : Les Razmoket, le film (The Rugrats Movie) de Norton Virgien et Igor Kovaljov : Aunt Miriam (voix)
- 1998 : La Légende de Brisby (The Secret of NIMH 2: Timmy to the Rescue) (vidéo) : Muriel (voix)
- 1969 : 1, rue Sésame ("Sesame Street") (série télévisée) : Wanda the Fairy (199?-199?) / Additional Voices (Elmo's World) (1998-) (voix)
- 1999 : Le Nouveau Woody Woodpecker Show (série télévisée) : Ms. Meany (voix)
- 1999 : Georges et Martha (série télévisée) : Martha
- 1999 : Bartok le magnifique (Bartok the Magnificent) (vidéo) : Baba Yaga (voix)
- 2000 : My Funny Valentine (téléfilm)
- 2000 : Fantômes d'amour (Believe) : Muriel Twyman
- 2000 : Loser de Amy Heckerling : Professor
- 2001 : Hedwig and the Angry Inch : Phyllis Stein
- 2001 : La Cour de récré: Vive les vacances (Recess: School's Out) : Lunchlady Harriet (voix)
- 2001 : Committed (série télévisée) : Frances Wilder (voix)
- 2001 : All Over the Guy de Julie Davis (en): Dr Ellen Wyckoff
- 2001 : Prince charmant (Prince Charming) (téléfilm) : Serena
- 2001 : The Kid (téléfilm) : Witch (voix)
- 2001 : Jimmy Neutron: Un garçon génial (Jimmy Neutron: Boy Genius) : Mrs. Fowl (voix)
- 2002 : Mariage à la grecque (My Big Fat Greek Wedding) : Aunt Voula
- 2003 : My Big Fat Greek Life (en) (série télévisée) : Voula
- 2003 : Sick in the Head (téléfilm)
- 2003 : Kim Possible : La Clé du temps (téléfilm) : Mrs. Stoppable (voix)
- 2004 : Escapade à New York (New York Minute) : Senator Anne Lipton
- 2005 : Jimmy Neutron: Attack of the Twonkies (téléfilm) : Ms. Fowl (voix)
- 2005 : Celebrity Autobiography: In Their Own Words (téléfilm) : Self
- 2005 : The Producers : Kiss Me-Feel Me
- 2006 : Black Christmas : Mme Mac
- 2007 : Barbie, princesse de l'île merveilleuse : reine Ariana (voix)
- 2013 : Enquêtrice malgré elle (After All These Years) (téléfilm) : Anita
- 2015 : Modern Family (White Christmas ep 9) (série télévisée) : Fig
- 2016 : Hairspray Live! (téléfilm live) : Prudy Pingleton
- 2017 : Great News (série télévisée) : Carol Wendelson
- 2018 : Little Italy de Donald Petrie
- Depuis 2019 : Evil' : Sœur Andréa
- 2022 - 2023: Only Murders in the Building : Joy (invité saison 2, récurrent saison 3)
- 2021 : Harlem : Robin (rôle récurrent)
- 2023 : Mariage à la grecque 3 (My Big Fat Greek Wedding 3) : Thiea Voula

### Comme scénariste
- 1989 : Andrea Martin... Together Again (téléfilm)

## Voix francophones
En France
| - Frédérique Cantrel dans : - Le Plus Beau Cadeau du monde - Loser - Nurse Jackie (série télévisée) - Josiane Pinson dans : - Three Inches (téléfilm) - Harlem (série télévisée) - Pascale Chemin dans (les séries télévisées) : - 30 Rock - Evil - Colette Venhard dans : - La Nuit au musée : Le Secret des Pharaons - Little Italy - Isabelle Leprince dans (les séries télévisées) : - Modern Family - Unbreakable Kimmy Schmidt | Et aussi - Martine Meirhaeghe (*1949 - 2016) dans Club Paradis - Odile Schmitt (*1956 - 2020) dans Bogus - Déborah Perret dans Des hommes d'influence - Marie-Martine dans Preuve à l'appui (série télévisée) - Michèle Bardollet dans Mariage à la grecque - Frédérique Tirmont dans Une journée à New York - Francine Laffineuse (Belgique) dans Great News (série télévisée) - Marie Lenoir dans The Good Fight (série télévisée) - Anne Rondeleux dans Only Murders in the Building (série télévisée) |

Au Québec

## Récompenses
- 1982 : Emmy Award au meilleur scénario pour Second City Television
- 1983 : Emmy Award au meilleur scénario pour Second City Television
- 1993
  - Theatre World Award au début d'un acteur ou une actrice à Broadway ou off-Broadway pour son rôle dans la pièce My Favorite Year (en)[4]
  - Drama Desk Award à la meilleure actrice pour My Favorite Year[5]
  - Tony Award du meilleur second rôle féminin dans une comédie musicale pour My Favorite Year
- 2013 : Tony award de la meilleure actrice de second rôle dans une comédie musicale pour Pippin